# Escola sofística

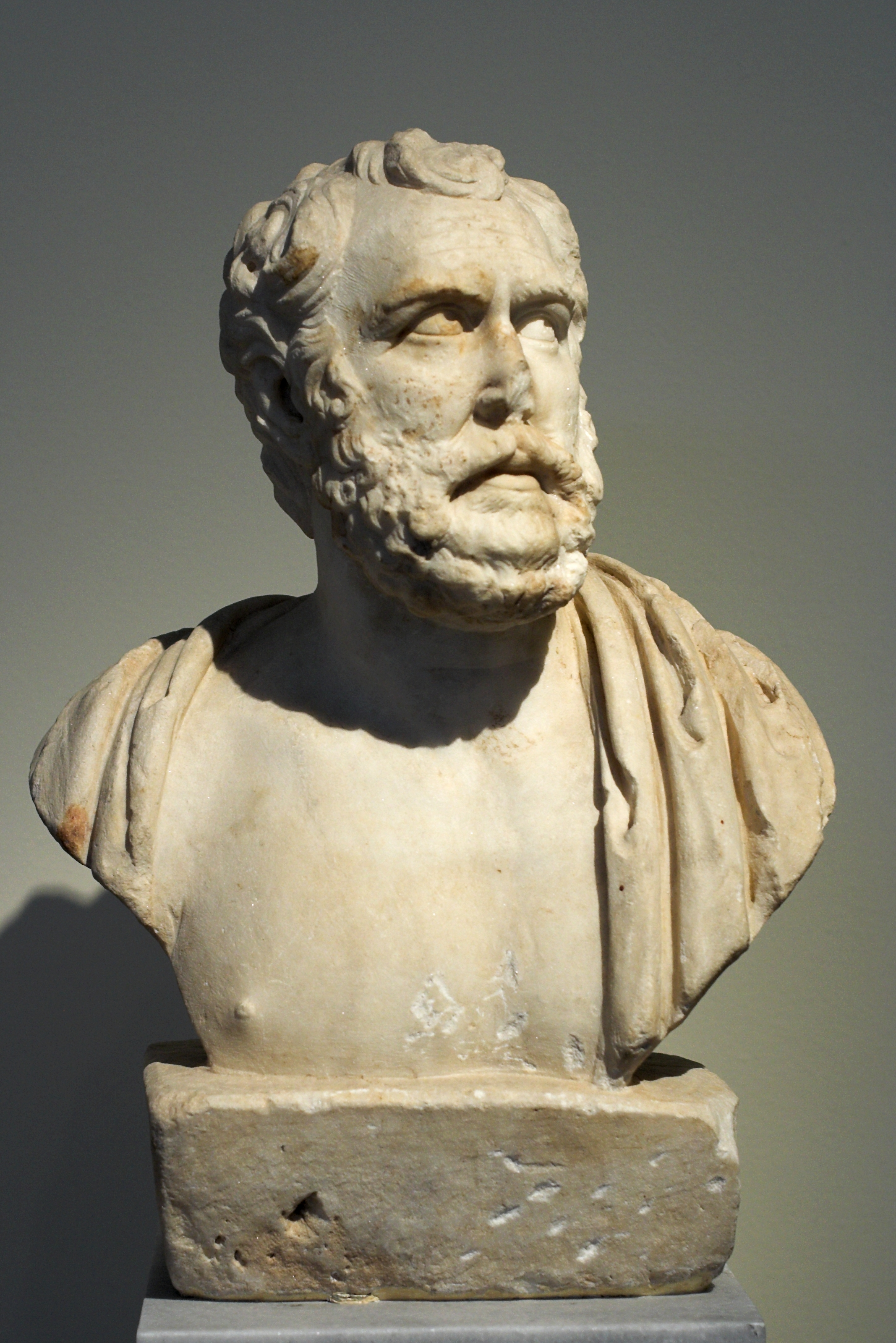
Busto de Polemon de Laodiceia, filósofo sofista grego do século II.

O termo Sofista (em grego antigo: σοφιστής, transliterado: sophistēs) refere uma pessoa de um grupo de pensadores do século V e IV a.C. na Grécia Antiga que viajavam de cidade em cidade realizando discursos públicos e atraindo estudantes, de quem cobravam taxas para oferecer-lhes educação.
O conteúdo crítico de "As Nuvens", de Aristófanes, peça cujo alvo cômico é Sócrates e teria sido apresentada ainda no último quartel do século V a.C., deixa visualizar que a atividade educacional dos sofistas em Atenas é alvo de difamação (Ar. Nu., versos 331 e 1111) desde o século V a.C..
A conotação pejorativa ligada a noções de "trapaça"  ganharia posteriormente repercussão na história do ocidente, passando por marcantes afirmações pejorativas já remotas. Exemplo disso ocorre no Sofista de Platão (Sph. 268d) e em A Oração da Coroa, de Demóstenes.
Nos primeiros três séculos da Era Comum, houve uma Segunda Sofística, representada em especial por Flávio Filóstrato (que viveu, segundo a Suda, no reino de Filipe, o Árabe). Filostrato é autor de uma Vidas dos Sofistas, obra em que se cunhou o termo Segunda Sofística.
Com o tempo, a conotação pejorativa do termo "sofista" ganhou uma prevalência que permeia o consciente coletivo, a ponto de que haja no dicionário Michaelis para além do significado histórico acima mencionado um outro significado, adjetivo, com conotação pejorativa. Nesse significado adjetivo pejorativo, sofista se aplica àquele "que lança mão de habilidade retórica com o objetivo de defender argumentos enganosos ou inconsistentes do ponto de vista lógico". 
Desde a década de 1980, em especial a partir da publicação de O Movimento Sofista, do classicista britânico G. B. Kerferd, há um movimento de recuperação da imagem dos sofistas, privilegiando compreendê-los não como uma "escola", com unidade doutrinária, mas como um "movimento", um fenômeno cultural com raízes comuns, mas posições variadas.
Em Early Greek Philosophy (2016), edição e tradução dos fragmentos e menções aos primeiros filósofos, de André Laks e Glenn W. Most, publicada pela Loeb Classical Library, os autores da edição colocam Sócrates em um dos dois volumes reservados aos sofistas e justificam tal escolha.

## Etimologia

### Origem do termo
O substantivo grego σοφία (transliterado: sophia) significa inteligência ou habilidade técnica (vide Homero, Ilíada, verso 412 e Píndaro, 7ª Ode Olímpica, verso 53), enquanto que a forma verbal ativa no termo σοφίζω (transliterado: sophizo) significa instruir ou tornar instruído (vide Hesíodo, Os Trabalho e os Dias, verso 649). 

### Significação coincidente com a noção de "sábio"
Datada do século V AEC, a obra Histórias de Heródoto qualifica "sofista" como sinônimo de sábio.  
Em seu Livro I, afirma-se que foram a Sardis visitar Creso "todos os sofistas da Grécia (...) e entre eles Sólon, o ateniense" ("οἱ πάντες ἐκ τῆς Ἑλλάδος σοφισταί (...)  καὶ δὴ καὶ Σόλων ἀνὴρ Ἀθηναῖος", Hrd., Livro I, 29).  
No Livro IV, o trácio Salmoxis "associou-se com os gregos e, dentre os gregos, com um dos maiores sofistas, Pitágoras" ("οἷα Ἕλλησι τε ὁμιλήσαντα καὶ Ἑλλήνων οὐ τῷ ἀσθενεστάτῳ σοφιστῇ Πυθαγόρη", Hrd. Livro IV, 95). 

### Conotações mais específicas no século V e IV (Aristófanes e Platão)
O ataque de Aristófanes e a posterior separação que Platão opera entre as figuras da filosofia e da sofística caracterizam boa parte do imaginário contemporâneo sobre um movimento educacional inaugurado no século V por estrangeiros que viajavam a Grécia, muitas vezes por funções políticas de suas polis e davam aulas para jovens pretendentes a ingressar na política. 
Em Protágoras, de Platão, a personagem Protágoras diz que foi o primeiro a assumir que era sofista, sendo o mais velho dos presentes (estavam no recinto da cena Hípias de Elis, Pródico de Ceos e Sócrates, por exemplo) e educando, como os antigos, mas assumindo ser educador que persuade a conviverem com ele, para se tornarem melhores (Prot. 316c-e).  
Soma-se a Protágoras como a primeira geração de Sofistas, nesse sentido particular, Górgias, conhecido pela retórica.  

## Características gerais
A Escola Sofística e seu pensamento surgiram em um momento de transição na forma de interpretar e pensar da sociedade grega antiga, quando o mito deixava de ser a explicação e justificativa fundamental para cada fenômeno e ação, configurando o homem e o logos – aqui tratado como razão – como destaque e fundamentação do discurso. Autores modernos, colocam, como característica mais marcante do movimento sofista, a racionalidade como pressuposto de compreensão de processos tanto racionais quanto irracionais. 
Porém, cabe ressaltar, que, apesar da ampla gama de objetos de estudos e discussão dos sofistas, ainda assim, tais figuras, geralmente, não são e nem foram admitidas como filósofas, caso se considere a definição de filosofia pelo platonismo. Para Platão, os sofistas rejeitavam a verdade e relativizavam a realidade resumindo o universo a partir, somente, de seus aspectos fenomenais.
Naqueles novos tempos em que toda a sociedade e sua visão de mundo era reestruturada por novas realidades sociais e econômicas a exigir formulações e reformulações novas, os limites da Paideia se ampliavam. Com os sofistas, surgiu a Paideia do homem adulto, a qual determinava o processo de educação como um processo de formação que englobava uma instrução formal, priorizando o estudo da gramática, da retórica, da dialética e a transmissão do conhecimento enciclopédico. A educação sofística buscava preparar seus alunos para uma vida prática/política. Sua narrativa se construía pela boa argumentação, levando a sofística a ser reinterpretada como retórica.

## Sofistas e suas obras

### Principais sofistas

#### Protágoras
Protágoras (em grego antigo: Πρωταγόρας; Abdera, c. 490 a.C. — Sicília, c. 415 a.C.) foi um sofista da Grécia Antiga, célebre por cunhar a frase:
O homem é a medida de todas as coisas, das coisas que são, enquanto são, das coisas que não são, enquanto não são.
Tendo, como base para isso, o pensamento de Heráclito. Tal frase expressa bem o relativismo tanto dos Sofistas em geral quanto o relativismo do próprio Protágoras. Se o homem é a medida de todas as coisas, então coisa alguma pode ser medida para os homens, ou seja, as leis, as regras, a cultura, tudo deve ser definido pelo conjunto de pessoas, e aquilo que vale em determinado lugar não deve valer, necessariamente, em outro. Esta máxima (ou axioma) também significa que as coisas são conhecidas de uma forma particular e muito pessoal por cada indivíduo, o que vai contra, por exemplo, ao projeto de Sócrates de chegar ao conceito absoluto de cada coisa.
Assim como Sócrates, Protágoras foi acusado de ateísmo (tendo inclusive livros seus queimados em uma praça pública), motivo pelo qual fugiu de Atenas, estabelecendo-se na Sicília, onde morreu aos sessenta e cinco anos.
Um dos diálogos platônicos cujo título é Protágoras, expõe o diálogo de Sócrates com o sofista.

#### Górgias
Górgias (c. 485-380 a.C.) nasceu em Leontinos, na região da Sicília, na Itália, e morreu em Lárissa, na região de Tessália, na Grécia. Suas principais obras foram: o Tratado Sobre o Não ser ou Sobre a Natureza, que é um fundamento de nada é, que tem mais dois termos de ente e não-ente o qual mostra a tal importância que Górgias queria mostrar que nada existe, que não há nada absoluto; e Elogio a Helena.

#### Pródico
Pródico (c. 465 -395 a. C) nasceu nas Cíclades, na ilha de Quios, e morreu em sua cidade de natal. Seus principais interesses eram em ética, gramática e em retórica. Foi professor e a sua obra principal foi O tratado da natureza e da natureza do homem.

#### Hípias
Hípias nasceu em Élida na Grécia no ano de 399 a.C. e morreu por volta do século IV a.C.. Era um mestre da astronomia, geometria, filosofia, matemática, história e ciências. Desenvolveu a curva chamada de quadratriz que era um estudo sobre ângulo e quadratura do círculo.

### Principais obras
Seguem-se abaixo as principais obras feitas pelos pensadores sofistas.

#### Protágoras
- Erísticas;
- Matemáticas;
- Ambição;
- Virtudes;
- Princípio;
- Hades;
- Homens;
- Preceptivo;
- Honorários;
- Antilogias;

#### Górgias
- Oração Fúnebre;
- Oração Olímpica;
- Elogio aos Eleanos;
- Elogio a Helena;
- Apologia de Palamedes;
- Tratado do Não Ser ou Sobre a Natureza.

#### Hípias
- Quadratriz;
- Seynagogue.

#### Pródico
- Tratado Sobre o Homem da Natureza;
- Correção dos Nomes.

## Práticas do sofismo

### Como positiva
É inegável que, apesar dos julgamentos pejorativos ao qual o sofismo foi e é submetido, ele foi de suma importância para o desenvolvimento da filosofia durante seus primeiros passos. Porém, são poucas as fontes que nos relatam com certa veracidade se era possível dar crédito ao seu trabalho. Ainda sim, são desenvolvidas pesquisas para contrapor e questionar os escritos de Platão e Aristóteles, entre muitos outros que criticaram pejorativamente a tradição sofística. Alguns autores conseguiram, após análises minuciosas, "quebrar" o conceito platônico de que os sofistas apenas visavam ao lucro e não tinham objetividade em seus conceitos. 
Apesar da forte crítica que Platão faz contra os sofistas, muitos de seus escritos são influenciados por tendências sofísticas; é de crer que o empenho cultural e social da sua atividade de investigadores e mestres não pode ser alheio ao sentido político da prática sofística, embora tudo mais os afaste. Bastará esta noção que impõe a ideia de educação como parte do contrato social para ver o que têm em comum.
Há, também, o enaltecimento de que, sem a existência do pensamento sofista, seria improvável que tivesse havido o de Sócrates e seus discípulos. Foram os sofistas que colocaram a primeira ruptura/independência do homem para com a religião.
Um ponto interessante de se analisar é a formação das palavras "sofista" e "sofismo": as duas estão associadas com o termo grego sofia, que quer dizer "sabedoria". A palavra filo é traduzida como "amigo"ː portanto, "amigo da sabedoria", e o termo sophistes é traduzido como "aquele que possui a sofia - a sabedoria". Há de se pensar também que alguns dos sofistas eram peregrinos que procuravam quem pagasse para transmitir os seus conhecimentos a outrem, tanto como houve outros que foram atraídos para Atenas, onde o uso do discurso na forma da retórica fazia-se necessário no contexto democrático.
Dentre os conceitos mais importantes e num contexto geral, há uma intenção de transmitir o conhecimento a quem quer que o desejasse e pudesse pagar e faz-se sentir que a intenção é de se transmitir apenas um conhecimento diferente, pois cada sofista possuía sua ‘especialização’ específica e não dominava todos os saberes.  
A escola sofística obteve êxito devido em muito à tolerância de Péricles que permitiu o trabalho dos sofistas. Tal permissão foi importante, pois  proporcionou que obtivéssemos conhecimento dos trabalhos de Górgias, na retórica, a arte do discurso, que visa ao aprendizado de certas técnicas para se vencer o oponente durante uma discussão, algo muito utilizado ainda no contexto moderno; assim como Hípias de Elis com seus trabalhos matemáticos acerca da trissecção do ângulo e introdução da primeira curva além da reta na matemática - a curva de Hípias, dentre outros conhecimentos em diversas áreas.
Como um conjunto de pensamentos e variantes estruturais do conhecimento, os sofistas, contribuíram para a expansão do saber na Hélade dos séculos V e IV a.C., e mesmo cobrando, eles, indiretamente, conseguiram demonstrar a necessidade e a crucialidade de se terem certos conhecimentos específicos para se obter êxito nos contextos políticos gregos, principalmente o de Atenas, portanto, é possível dizer que os sofistas foram peça-chave para o desenvolvimento da filosofia e do saber/conhecimento como um todo, mesmo com opiniões contrárias e críticas fortes à sua oposição. 

### Como negativa
A influência do juízo de Platão e Aristóteles sobre a sofística e a quantidade reduzida de bibliografias primárias, entre outros fatores, são alguns dos motivos para a rejeição e propagação do pensamento crítico negativo em relação ao movimento, este visto quase que na totalidade pelos escritos de seus adversários.

#### Aristóteles
Dentre os diversos motivos de críticas, talvez o mais citado fora o fato de cobrarem quantias em dinheiro em troca de seus ensinamentos, visto que a Paideia sofista, para muitos filósofos, era não mais que mera aparência. Aristóteles deixa isso bem claro em suas "Refutações Sofísticas", insinuando que os sofistas eram, inclusive, negociantes de uma sabedoria que não era a real.

#### Platão
As promessas dos sofistas também sofreram ataques veementes por parte de outros filósofos. Nelas, era expresso que todo cidadão que pudesse pagar poderia aprender uma técnica de argumentação para suas teses e pontos de vista, tornando-se, assim, um orador eficaz. Porém, segundo Platão, a aretê não pode ser ensinada. Assim, os filósofos, na sua eterna busca pelo conhecimento, têm forte desconfiança com esse método de ensino.

#### Isócrates
Um que expressa essa desconfiança é Isócrates em seu discurso "Contra Os Sofistas". Só o nome já bastaria, mas, em dado momento deste discurso, afirma que nem todos queriam dizer a verdade no ramo da educação e, por fazerem promessas que não poderiam cumprir, seriam difamados pelos cidadãos. É bem possível que Isócrates tenha trabalhado como logógrafo, um escritor de discursos jurídicos.
Isso, entre outras coisas, o coloca, para uma parcela da comunidade acadêmica, como um sofista, porém, após criar sua escola em 390 a.C., escreveu esse discurso e situou-se à margem da paideia sofística, se autointitulando filósofo.

#### Aristófanes
O comediógrafo Aristófanes (455-385 a.C.), procurou mostrar a corrupção dos sofistas que, para ele, ensinavam o uso da palavra com a finalidade de manipulá- la, degradando valores éticos e morais da sociedade. Em sua peça As Nuvens (423 a.C.) critica a nova educação da pólis enfatizando a satisfação dos imediatismos pelos interesses pessoais dos seus interlocutores o que acabava por formar cidadãos propensos a contrariar as leis e a justiça. Na peça, o sofista é representado pela personagem "Raciocínio Injusto"  que promete ensinar a maior das artes, a defender as razões mais fracas e fazê-las prevalecer.

## Considerações gerais

### Os sofistas e a democracia
Os sofistas foram considerados os primeiros defensores públicos do mundo, pois supriam está nova necessidade da Grécia: a alta capacidade da retórica no discurso político. Sendo assim, atingia-se o poder com a capacidade de persuadir e bem falar.
O domínio da fala era essencial ao cidadão ateniense, e a escola sofistica surge para ensinar técnicas e desenvolver a oratória seja nos tribunais, espaços públicos, política ou negócios. Um período prolongado de guerra seguindo de tempos de paz exigia um aprimoramento do pensamento ético, principalmente no âmbito político e de formação do cidadão. Era necessário um poder de persuasão e convencimento como forma de domínio social e justificativa aos dominados e ao povo da própria pólis, ações por vezes não justificáveis, como a dizimação e a escravidão de outros povos.

### A educação sofística
Platão descreve em A República que "a ginástica para o corpo e a música para a alma"  seriam as referências fundamentais para o desenvolvimento do ideal de beleza entre corpo e espírito. Esses ensinamentos de música e ginástica supracitados eram ensinados e aprendidos na experiência de vida em sociedade entre família e amigos.
A proposta dos sofistas era de formar cidadãos através de questões como a filosofia, a arte da oratória e dos argumentos e da revolução do pensamento grego com a finalidade de melhora e aumento na participação política, passando o ensino para um nível superior, desenvolvendo a crítica na política, na guerra e na vida da pólis.
Filosofia e sofística são práticas pautadas na liberdade de expressão, pois a primeira ensina sobre como bem pensar e a segunda como bem falar. Sendo assim, essas duas características aumentam a capacidade de ser um indivíduo bem-sucedido, tanto na vida política quanto na vida pessoal.

### A segunda sofística
A segunda sofística tratou-se do renascimento da literatura de tradição grega no Império Romano. O termo apareceu pela primeira vez em Vida dos Sofistas, obra datada de 231 e 237 d.C. A segunda sofística, diferente da primeira, não diz respeito a convencer pela argumentação através da retórica, ou seja, ela não é uma continuidade da primeira, mas apresenta diferentes formas, com abrangência total no Império Romano, não sendo tão criticada como foi a primeira sofística na Grécia. Porém, não há consenso se a segunda sofística de fato existiu ou se foi apenas uma invenção retórica de Filóstrato em sua obra Vida dos Sofistas.